# Pauridia
Pauridia es un pequeño género de plantas perteneciente a la familia de las hipoxidáceas. Incluye solo 2 especies perennes, herbáceas y bulbosas  oriundas de la Provincia del Cabo, en Sudáfrica.

## Taxonomía
El género fue descrito por William Henry Harvey y publicado en The Genera of South African plants, arranged ... 341. 1838. La especie tipo es: Pauridia hypoxidioides Harv. 

## Especies aceptadas
A continuación se brinda un listado de las especies del género Pauridia aceptadas hasta septiembre de 2014, ordenadas alfabéticamente. Para cada una se indica el nombre binomial seguido del autor. abreviado según las convenciones y usos.	
- Pauridia longituba M.F.Thomps., J. S. African Bot. 38: 163 (1972).

Oriunda del sudoeste de la Provincia del Cabo
- Pauridia minuta (L.f.) T.Durand & Schinz, Consp. Fl. Afric. 5: 142 (1894). Provincia del Cabo.